# Moviment per la Sobirania dels 32 Comtats
El Moviment per la Sobirania dels 32 Comtats (32CSM o 32csm) és una organització política republicana irlandesa favorable a la unitat d'Irlanda i que la Gran Bretanya abandoni Irlanda del Nord. Molts dels seus membres fundadors havien format part d'un subgrup del Sinn Féin anomenat 32 County Sovereignty Committee. Sovint són associats a l'IRA Autèntic, encara que els mitjans els etiqueten també com a 'republicans dissidents'. El nom fa referència als 32 comtats en què fou dividida Irlanda quan fou posada sota sobirania britànica; 26 d'ells ara formen la República d'Irlanda i els altres sis formen part del Regne Unit.

## Història
L'organització es va fundar el 7 de desembre de 1997 en una trobada a Fingal (Dublín) d'activistes republicans oposats a la posició presa pel Sinn Féin i altres dirigents polítics republicans en el procés de pau, que havia conduït a l'acord de Belfast (també conegut com a Acord de Divendres Sant) el mateix any. Aquesta divisió en el moviment republicà comportà la creació del grup paramilitar IRA Autèntic escindit de l'IRA Provisional. El Moviment per la Sobirania dels 32 Comtats sovint és considerat com la ‘branca política’ de l'IRA Autèntic, encara que els dos grups rebutgen aquesta relació.
Per al 32CSM la transformació del Sinn Féin en un partit nacionalista constitucional ha abandonat els ideals i objectius republicans irlandesos, que no accepten les institucions sorgides de la partició d'Irlanda, com el parlament de Stormont a Irlanda del Nord, de manera que argumenten que el Sinn Féin el que ha dissentit del republicanisme tradicional, i no al revés, per tant no accepten ser qualificats de "dissidents".
La majoria dels seus fundadors han estat membres del Sinn Féin; alguns han estat expulsats del partit i altres van marxar per discrepàncies amb la direcció del Sinn Féin. Bernadette Sands McKevitt, germana del vaguista de fam Bobby Sands i esposa de Michael McKevitt, fou una destacada dirigent del grup fins que el grup es dividí.
Abans dels referèndums de l'Acord de Divendres Sant, el 32CSM proposà un sotmetiment legal al que acordessin les Nacions Unides sobre els canvis de la sobirania britànica a Irlanda. El novembre de 2005 el 32CSM engegà una iniciativa política anomenada Democràcia irlandesa, un marc per la unitat. Ha estat subjecte de protestes per les famílies de les víctimes de l'atemptat d'Omagh reivindicat per l'IRA Autèntic.
Després de la unificació de diversos grups armats dissidents entre ells l'anomenat IRA autèntic, el 2012, en el "Nou IRA", i l'aparició del partit Saoradh, el 2016, que agrupa bona part dels republicans contraris o crítics amb el Sinn Féin, a banda de les formacions més socialistes, el 32CSM ha perdut influència.
El 2020 el president del grup era Francie Mackey.

## Legalitat
Aquest grup polític actua amb normalitat a Irlanda i a Irlanda del Nord, on és una organització legal. Té presència també a Anglaterra, Escòcia i Gal·les entre la immigració d'origen irlandès.
Als EUA, en canvi, el grup ha estat designat com a organització terrorista estrangera (FTO), ja que el grup és considerat com a inseparable del RIRA (IRA Autèntic). El 2001, el portaveu del Departament d'Estat dels EUA afirmà que: «hi ha proves tant del govern britànic com de l'irlandès, així com fonts materials diverses que demostren clarament que els individus que crearen l'IRA Autèntic també formaren aquestes dues entitats per tal de fer-les servir com a pantalla pública de l'IRA Autèntic. Aquestes organitzacions s'encarreguen de la propaganda i recollida de diners en col·laboració amb el RIRA». Això els ha convertit en il·legals davant els nord-americans per obtenir suport material pel RIRA, i exigeix suport material a les institucions financeres dels EUA per a bloquejar els comptes del grup i denegar-los visats per a visitar els EUA. Cal assenyalar que els EUA han declarat al llarg dels anys il·legals i "terroristes", i prohibit l'entrada a grups i moviments d'alliberament progressistes com el Congrés Nacional Africà i el mateix Nelson Mandela, entre molts altres d'arreu del món.